# J Perkin

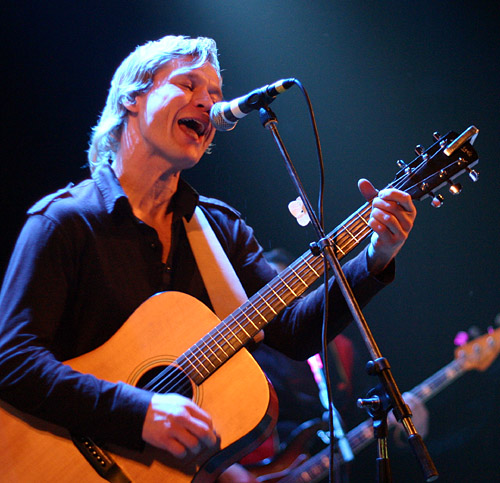
J Perkin

J Perkin (echte naam Michiel Flamman) is een Nederlandse singer-songwriter.
J Perkin speelde tot 2004 met zijn band Perkin. Daarna ging hij samen met toetsenist Simon Gitsels verder onder de naam Solo.
J Perkin schrijft daarnaast ook muziek voor andere artiesten, zoals de nummers I Know en Few Like You voor de zangeres Birgit en Suddenly voor de Utrechtse band Cool Jimmy.
In 2002 vormde J Perkin met Cyrille van Hoof (bekend van Big Brother) het gelegenheidsduo Double D. Ze scoorden een hit in Zuid-Korea met het nummer Our Dream wat geschreven is ter ere van de prestaties van voetbaltrainer Guus Hiddink en het Zuid-Koreaans voetbalelftal (mannen).
In 2003 nam Perkin een 2 Meter Sessie op die op 2 november van dat jaar werd uitgezonden.

## Discografie

### Album
- Exhibit A + B (2000, dubbel-album)

### Singles
- Gays In Space (2000)
- Mountaineer (2000)
- Our Dream (Nanana Nanana) (2002) als Double D